# Чёточник молитвенный
Чёточник молитвенный (лат. Abrus precatorius) — растение семейства Бобовые (Fabaceae), вид рода Абрус, дико произрастающее в Индии и культивируемое в тропиках обоих полушарий. Ядовитое растение.

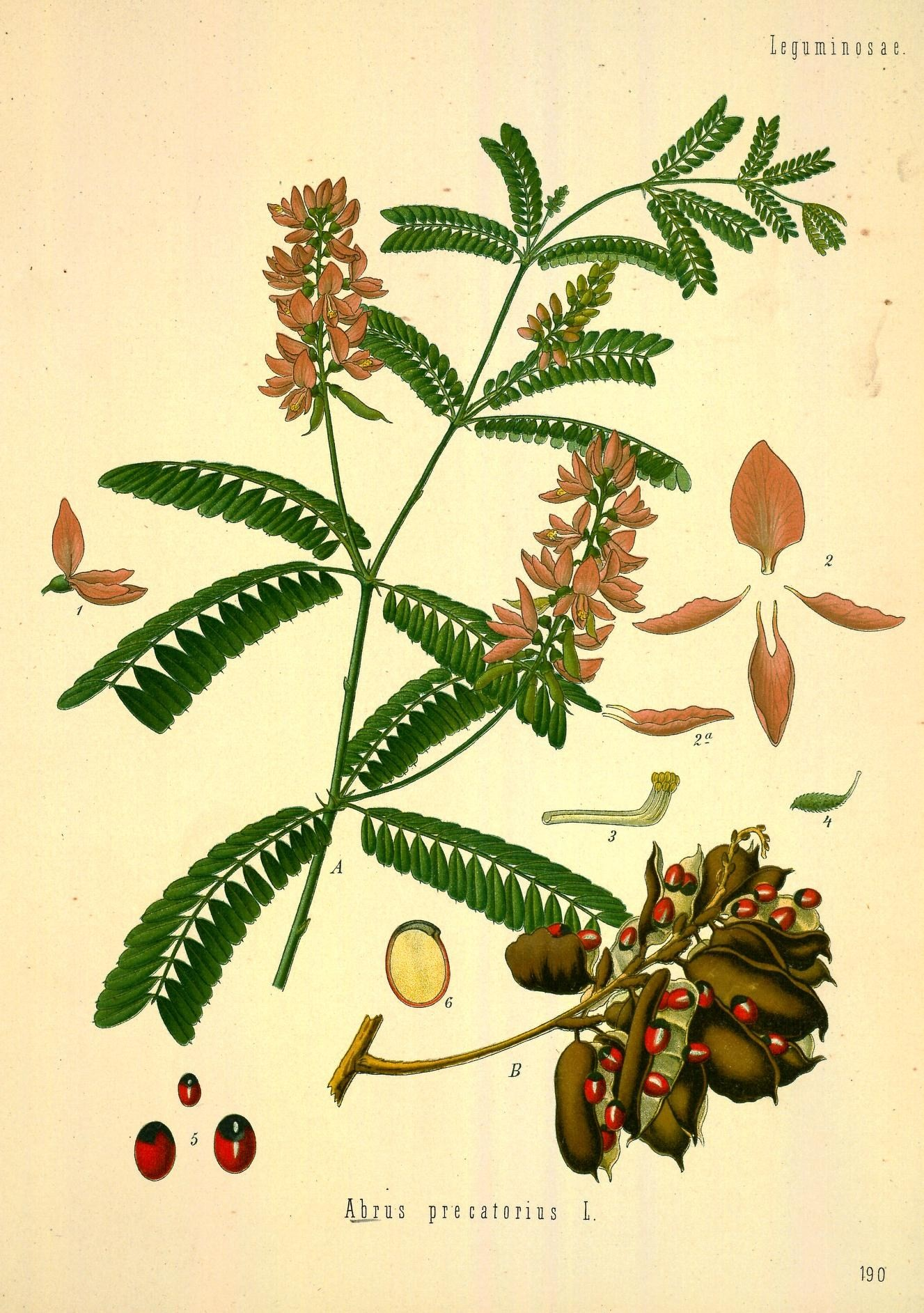
Чёточник молитвенный.

## Биологическое описание
Вьющаяся древовидная лиана со сложными парноперистыми листьями.
Цветки мелкие бледно-розовые, мотылькового типа, собраны в кисти.
Плод — уплощённый боб. Внутри боба содержится четыре — шесть семян характерного киноварно-красного цвета с чёрным пятном на узком конце.

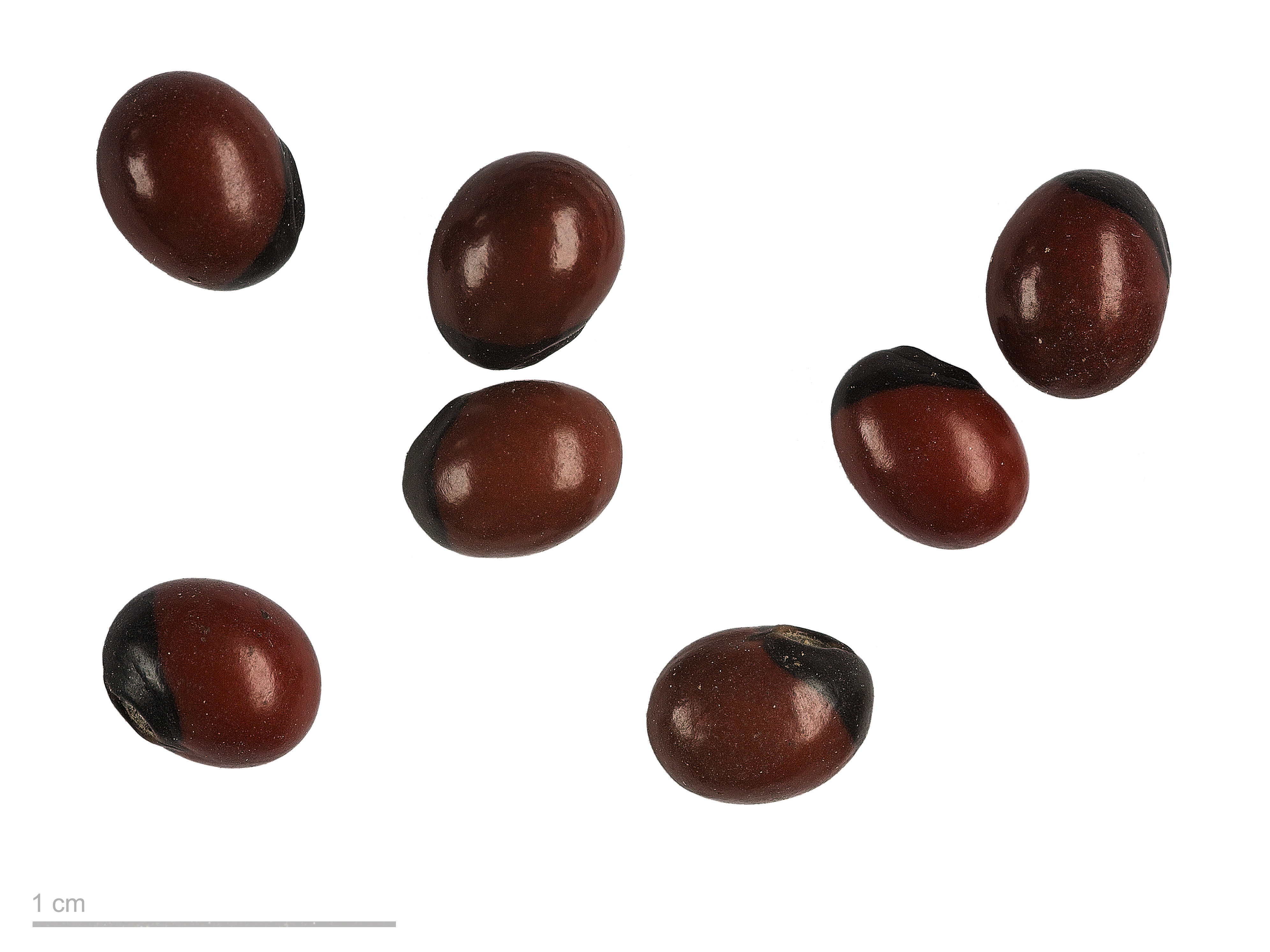
Семена

## Химический состав
Семена сильно ядовиты, они содержат белковый фитотоксин абрин. Их попадание в желудок может вызвать тяжёлый гастроэнтерит и обезвоживание. Настой семян при контакте может привести к повреждению глаз.
Корень содержит глицирризиновую кислоту, обусловливающую его приторно-сладкий вкус. Её соли слаще сахара в 100 раз.

## Использование
Корень абруса молитвенного иногда называют индийской лакрицей и применяют взамен солодкового корня.
Прежде из семян делали чётки, в связи с чем растение могли называть «чёточник».